# Aconitum macrorhynchum
Aconitum macrorhynchum là một loài thực vật có hoa trong họ Mao lương. Loài này được Turcz. ex Ledeb. mô tả khoa học đầu tiên năm 1842.